# 大艾塔鄉

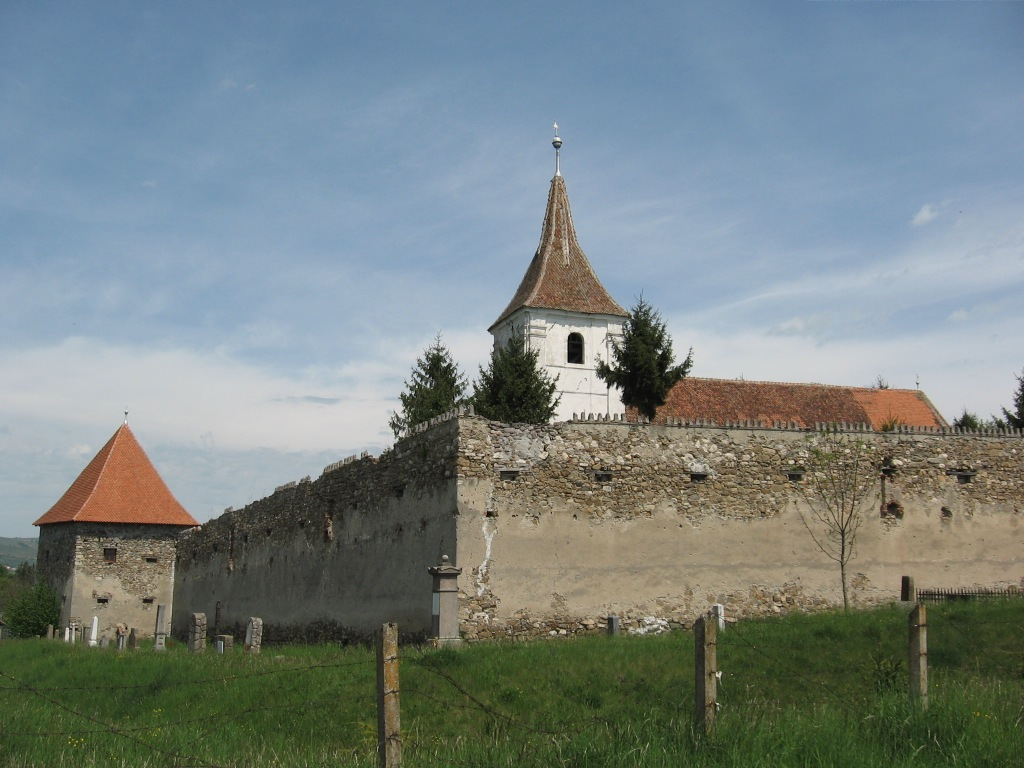

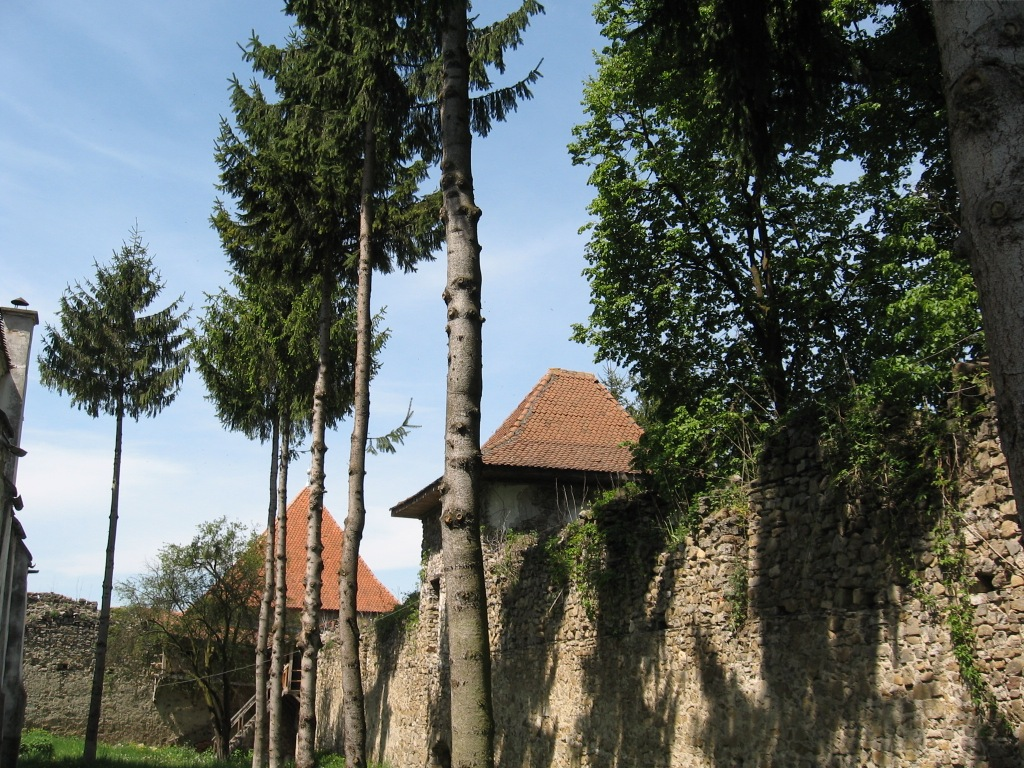

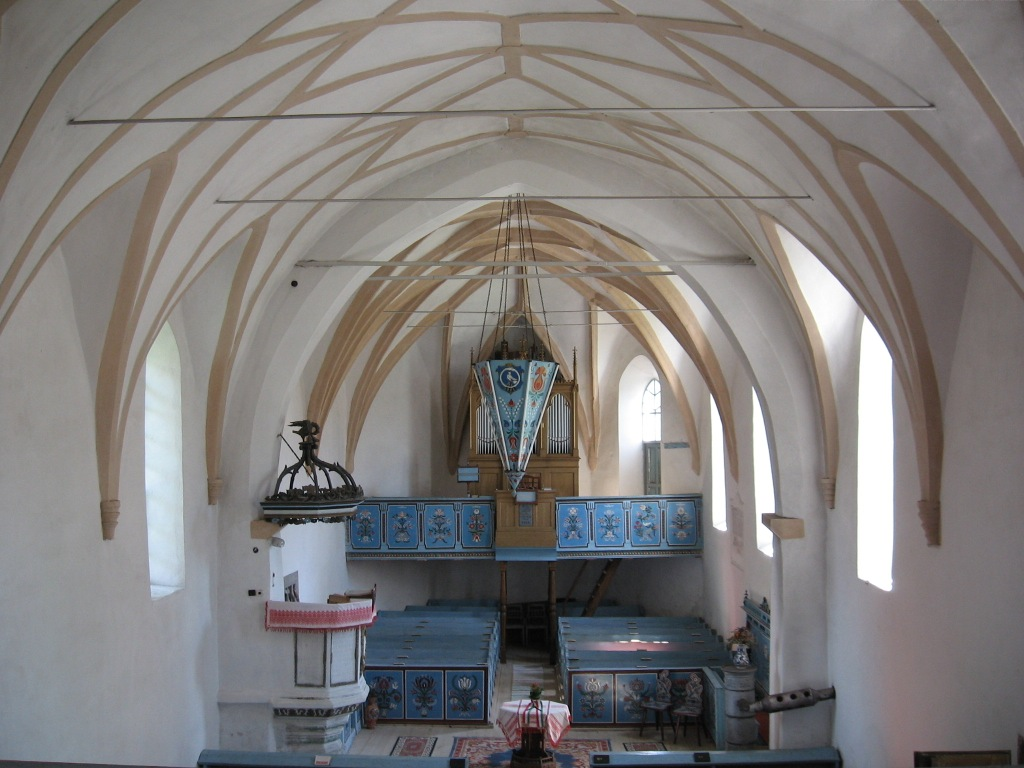

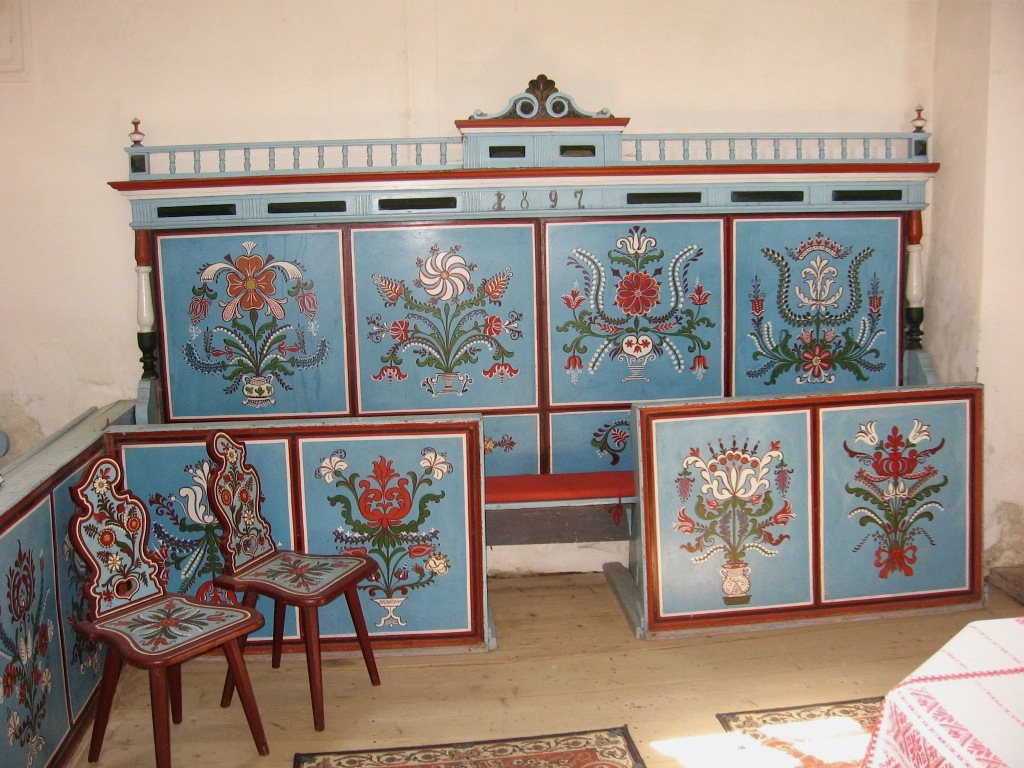

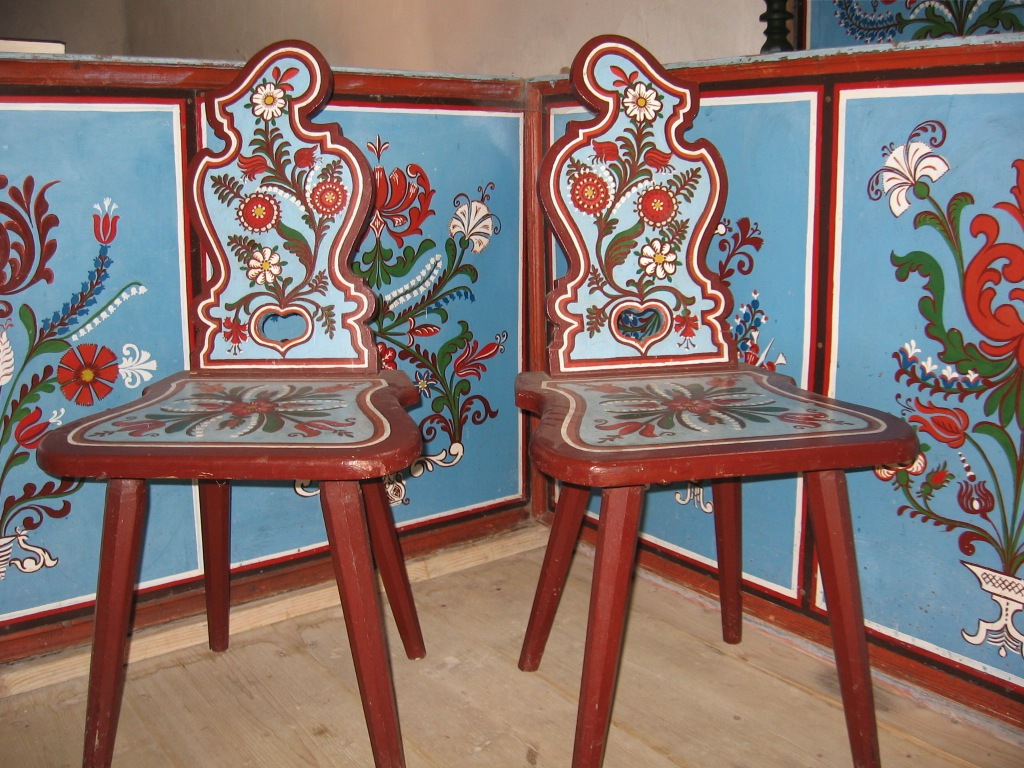

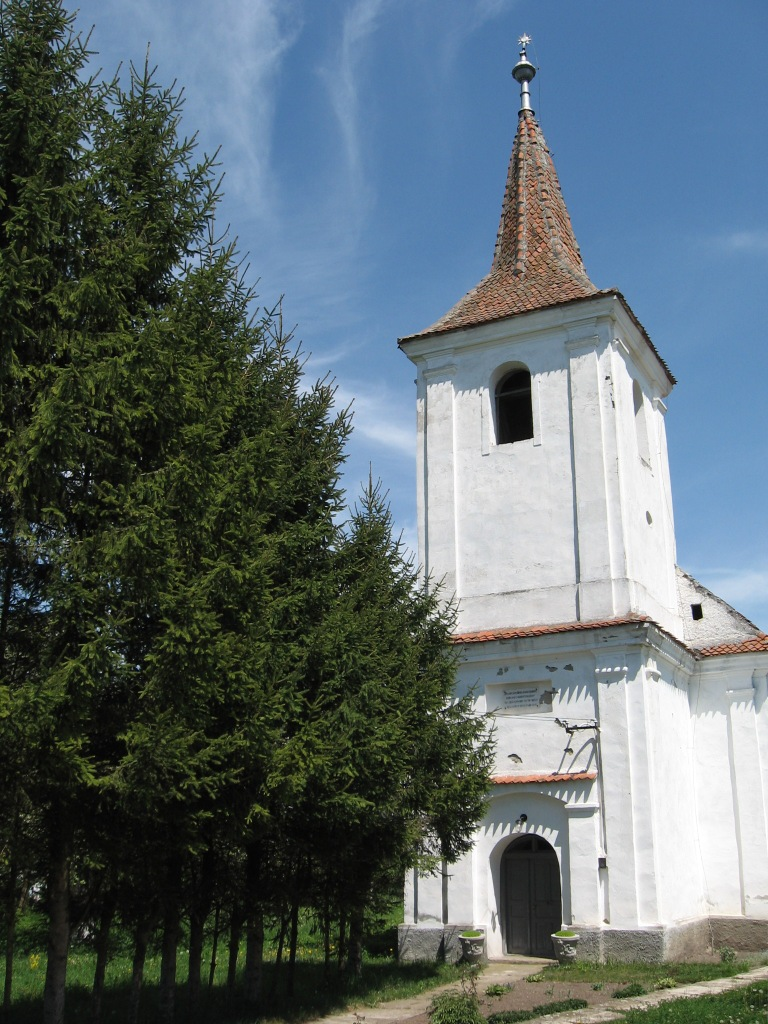

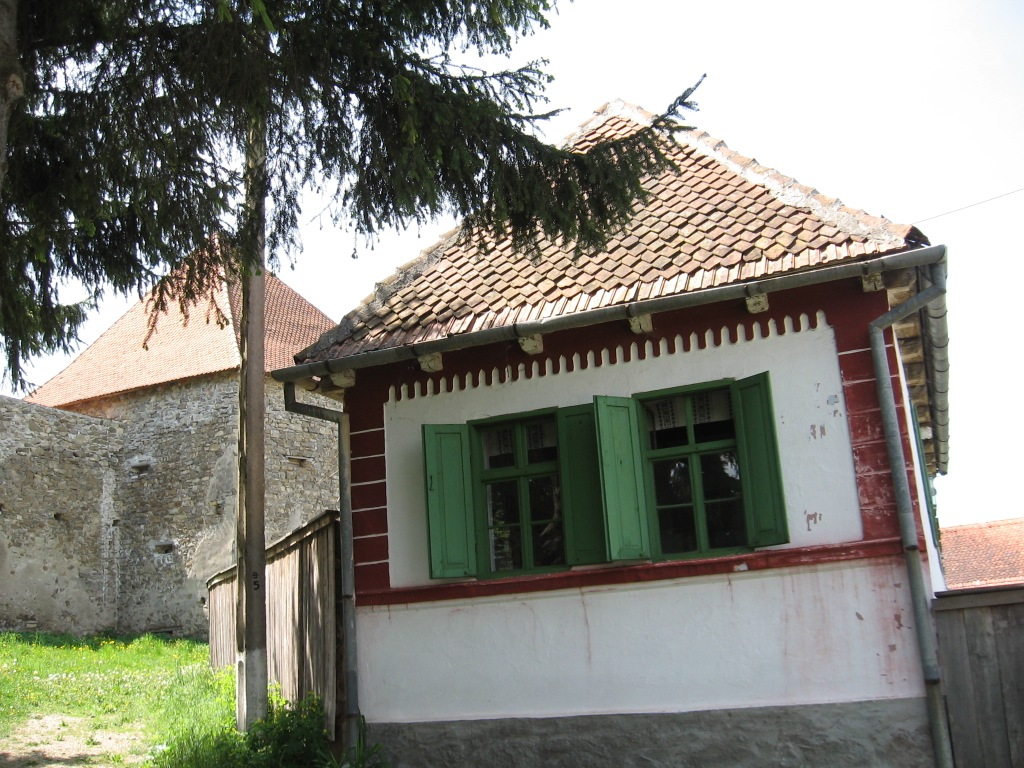

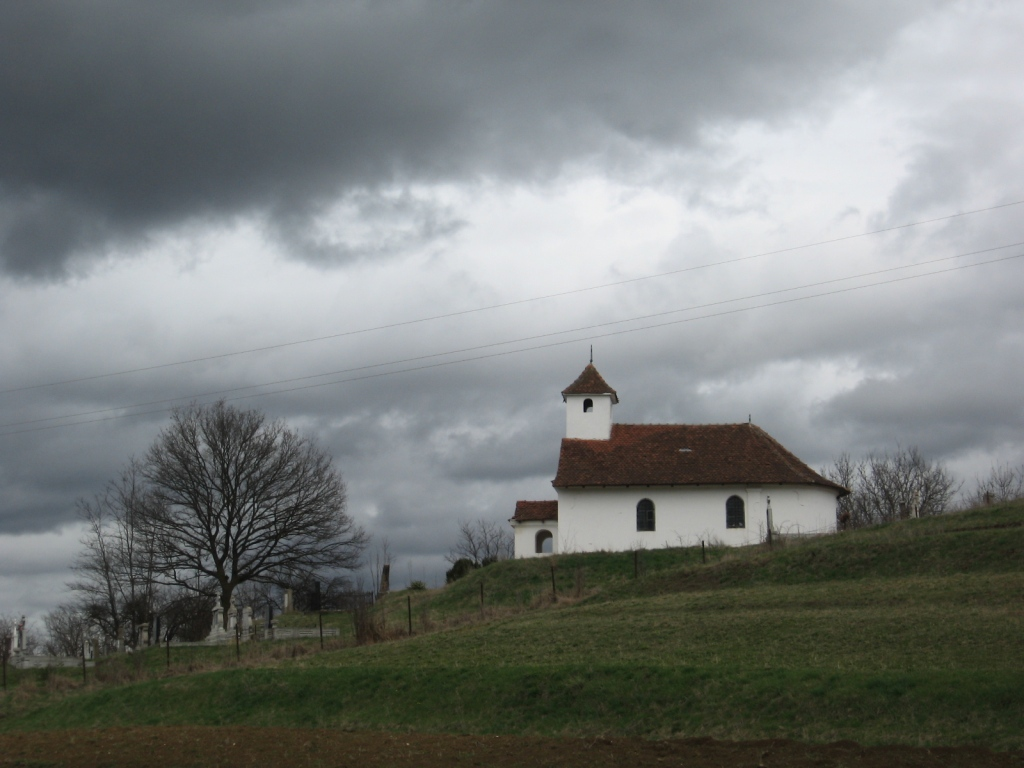

45°58′0″N 25°33′0″E / 45.96667°N 25.55000°E
大艾塔鄉（羅馬尼亞語：Comuna Aita Mare, Covasna），是羅馬尼亞的鄉份，位於該國中部，由科瓦斯納縣負責管轄，面積68平方公里，海拔高度502米，2007年人口1,750，人口密度每平方公里26人。